# 耶律郑哥
耶律郑哥（?—?），为辽朝宗室，辽景宗的第四子。
《续资治通鉴长编》称景宗有四子：长子为耶律隆绪；次子梁王耶律赞，当时三十一岁（咸平六年，1003年）；三子耶律高七，当时二十五岁；四子耶律郑哥，八个月的时候夭折。一说他就是辽朝方面史料记载的耶律药师奴。

## 資料
- 《续资治通鉴长编 卷五十五》（咸平六年秋七月）